# Trap (musikgenre)
 For alternative betydninger, se Trap. (Se også artikler, som begynder med Trap)
Trap er en hybridgenre, hvor elementer fra genrene hip-hop, crunk, ofte indgår. Genren er bl.a. karakteriseret ved sprøde snares, dyb sub-bas, synths, klaver og orkester. Trap stammer fra "Southern hip hop"- og Dirty South-scenen og har mange ligheder med crunk. Lydens oprindelse kommer af en konstant udvikling af "Southern Rap"-lyden, dette af bl.a. Juicy og Mannie Fresh. Den første bølge af producere, som kun producerer Trap er bl.a. Shawty Redd, Fatboi, Zaytoven og Drumma Boy. Efterhånden som 00'erne gik, blev der også udviklet nye producere, som overtog scenen - Mike WiLL Made It, Lex Luger, Southside, Sonny Digital, Lil Lody, Drumma Drama, Young Chop og Metro Boomin. Den nye Trap-lyd, de skabte, inkorporerede lyde fra andre musikgenrer, som f.eks. Electro og Dubstep.
Trap-genren har oplevet en voksende popularitet siden 2004 pga. udgivelserne af albums som T.I's Trap Muzik, Young Jeezy's Lets Get It: Thug Motivation 101 og Gucci Mane's Trap House. Andre udgivelser har endvidere sikret en markant øget interesse for Trap, af disse kan nævnes Yo Gotti, Shawty Lo og senest Future, 2 Chainz, Chief Keef, Young Thug og Travis Scott.

## Trap i Danmark
I Danmark er Trap-genren repræsenteret ved frontløberen Eloq. og promoteren Trap City.

## References
1. ↑  What is Trap Music? Arkiveret 14. august 2012 hos  Wayback Machine StoneyRoads.com
2. ↑  Quit Screwing with Trap Music: An Interview with Houston-Born Producer Lōtic Arkiveret 3. november 2012 hos  Wayback Machine Vice > Motherboard
3. ↑  ▷ Free Dirty South Instrumentals Type Beats (Free Download)
4. ↑  Drake, David (October 09, 2012). With a little help from Lady Gaga, “Trap music” has migrated from Dirty South strip clubs to hip cosmopolitan dance floors. How real is that? Complex Music
5. ↑  It's a Trap! An 11-Part History of Trap Music, From DJ Screw to Gucci Mane to Flosstradamus Arkiveret 28. april 2014 hos  Wayback Machine Miami New Times
6. ↑  Eloq Arkiveret 31. juli 2012 hos  Wayback Machine Soundcloud.com/eloq-cph
7. ↑  Trap City https://www.youtube.com/user/TrapCityMusic